# جوئل مدن
جوئل روبن مدن (انگلیسی: Joel Rueben Madden؛ زادهٔ ۱۱ مارس ۱۹۷۹) معروف به جوئل مدن موسیقی‌دان اهل ایالات متحده آمریکا است. وی از سال ۱۹۹۵ میلادی تاکنون مشغول فعالیت بوده‌است. او برادر دو قلوی بنجی مدن موسیقی دان آمریکایی می باشد.

## آثار
از فیلم‌های معروف او می‌توان به بازی در فیلم دختران مادی اشاره کرد.